# 长叶大青
长叶大青（学名：Clerodendrum longilimbum）为唇形科大青属的植物。分布于越南以及中国大陆的云南、广西等地，生长于海拔400米至2,400米的地区，常生长在山坡沟谷及密林下，目前尚未由人工引种栽培。

## 别名
长叶臭茉莉（云南植物志）